# 叶矫然
葉矯然（1628年—1721年），字子肃，又号思庵，福州闽县人。清朝官員。

## 生平
崇禎元年（1628年）出生。早年師事葉素庵。顺治九年（1652年）壬辰科进士，歷官工部主事、乐亭知县，後因事罢归。康熙辛卯（1711年），圣祖念舊诏与王士正、江皋、周敏政、徐淑嘉等人复还原职。康熙六十年（1721年）去世。有《易史参录》、《龙性堂诗集》、《东溟集》。